# Gérard Mathieu
Gérard Mathieu (Habay-la-Neuve, 21 september 1947) is een voormalig Belgisch lid van het Waals Parlement.

## Levensloop
Hij werd beroepshalve onderwijzer.
In 1970 werd Mathieu voor de liberalen verkozen tot gemeenteraadslid van Habay en in december 1978 werd hij PRL-provincieraadslid van de provincie Luxemburg. Van 1981 tot 1995 was hij gedeputeerde van de provincie, waardoor hij ontslag moest nemen als gemeenteraadslid.
Bij de verkiezingen van 1995 werd hij in het arrondissement Neufchâteau-Virton verkozen tot lid van het Waals Parlement en het Parlement van de Franse Gemeenschap, waardoor hij moest stoppen als gedeputeerde. In 1999 werd hij met succes herkozen en zorgde hij ervoor dat de PRL de grootste partij van Neufchâteau-Virton werd. In 2001 werd hij opnieuw verkozen tot gemeenteraadslid van Habay-la-Neuve en werd er ook burgemeester. Van 1997 tot 2004 was hij secretaris van het Waals Parlement.
Bij de verkiezingen van 2004 werd hij niet meer herkozen en in januari 2005 stopte hij als burgemeester van Habay conform een afspraak binnen de PRL-afdeling van Habay. Vervolgens benoemde partijvoorzitter van de Mouvement Réformateur (zoals PRL sinds 2002 heet) Didier Reynders hem tot provinciaal coördinator om de provincieraadsverkiezingen van 2006 voor te bereiden. Bij deze provincieraadsverkiezingen werd hij verkozen tot provincieraadslid van Luxemburg en in hetzelfde jaar werd hij ook herkozen als gemeenteraadslid van Habay-la-Neuve. Van 2006 tot 2010 was hij er eerste schepen en in 2012 stopte hij ook als gemeente- en provincieraadslid, waarna hij de actieve politiek verliet. 
In 2018 maakte Mathieu een politieke comeback en werd hij opnieuw verkozen tot provincieraadslid van Luxemburg.